# Boubacar Sylla
Boubacar Sylla, né le 17 avril 1991 à Bamako, est un footballeur international malien.

## Biographie
Sylla évolue au Stade malien avant d'intégrer le centre de formation de La Berrichonne de Châteauroux en septembre 2009, commençant à jouer avec l'équipe réserve. Le 28 mars 2011, il signe son premier contrat professionnel avec Châteauroux pour une durée d'une saison. 
Il joue ses deux premiers matchs dans l'équipe première en fin de saison 2010-2011. Ne disputant que trois matchs lors de la première partie de la saison 2011-2012, il est prêté à l'AS Cherbourg, évoluant en National, jusqu'à la fin du championnat.
Il rejoint l'équipe réserve du Racing Club de Lens en septembre 2012 et signe un contrat professionnel de deux ans, le 10 octobre 2013. 

## Palmarès
- Vainqueur de la Coupe de la confédération 2009 avec le Stade malien